# Natasha, Pierre & The Great Comet of 1812
Natasha, Pierre & The Great Comet of 1812 (ou simplement The Great Comet) est une adaptation musicale d'un segment de 70 pages du roman Guerre et Paix de Léon Tolstoï de 1869. Le spectacle a été écrit par le compositeur, parolier, dramaturge et orchestrateur Dave Malloy et mis en scène à l'origine par Rachel Chavkin. Il est basé sur le volume II, partie V du roman de Tolstoï, se concentrant sur la romance de Natasha avec Anatole et la recherche de sens de Pierre dans sa vie,.
La comédie musicale a été jouée à l'origine à l'Ars Nova en 2012, suivie de mises en scène en 2013 dans le Meatpacking District et le Theater District de Manhattan, d'une mise en scène en espagnol en 2014 à Quito, en Équateur, et d'une reprise en 2015 à l'American Repertory Theater de Cambridge, dans le Massachusetts. The Great Comet a été créée à Broadway en novembre 2016 à l'Imperial Theatre et a fermé ses portes en septembre 2017.
Dans la production Off-Broadway originale du spectacle, Phillipa Soo et Dave Malloy jouaient respectivement les rôles de Natacha Rostov et Pierre Bézoukhov. Une fois le spectacle porté à Broadway, Denée Benton et Josh Groban ont fait leurs débuts à Broadway dans les rôles de Natasha et Pierre.
La comédie musicale a reçu des critiques positives, en particulier pour les performances de Phillipa Soo, Denée Benton et Josh Groban, ainsi que pour la musique, la mise en scène et la scénographie de la production. Le spectacle a été nommé pour 12 prix – le plus grand nombre de nominations de la saison – pour les Tony Awards 2017, dont celui de la meilleure comédie musicale, de la meilleure musique originale, du meilleur livret de comédie musicale, de la meilleure actrice dans une comédie musicale pour Benton, du meilleur acteur dans une comédie musicale pour Groban, du meilleur acteur dans un second rôle dans une comédie musicale pour Lucas Steele et de la meilleure mise en scène d'une comédie musicale pour Chavkin. Il a remporté deux prix : celui de la meilleure scénographie pour Mimi Lien et celui de la meilleure conception d'éclairage dans une comédie musicale pour Bradley King.

## Synopsis

### Acte I
La comédie musicale commence en 1812, à Moscou, en Russie, en présentant les personnages ("Prologue"). Le public est ensuite présenté à Pierre Bézoukhov, un homme déprimé et malheureux en ménage qui a l'impression de gâcher sa vie ("Pierre"). C'est un bon ami d'André Bolkonsky, parti combattre à la guerre. Andrey s'est récemment fiancé à Natacha Rostov. Natasha et sa cousine, Sonya Rostov, arrivent à Moscou pour rendre visite à la marraine de Natasha, Marya Dmitrievna, et attendent le retour d'Andrey ("Moscow"). Natasha doit rencontrer ses futurs beaux-parents, la sœur d'Andrey, la solitaire Mary Bolkonskaya, et son père, le vieux prince Bolkonsky, qui sont pris au piège d'une coexistence haineuse ("The Private and Intimate Life of the House"). Cependant, leur rencontre se termine en désastre, Natasha trouvant Mary froide et Mary trouvant Natasha vaniteuse, tandis que Bolkonsky se comporte bizarrement et rejette Natasha ("Natasha & Bolkonskys"). Natasha s'en va, Andrey lui manque plus que jamais et se souvient de leur première rencontre ("No One Else").
Le soir suivant, Natasha assiste à un opéra avec Sonya et Marya. Natasha attire l'attention d'Anatole Kouraguine, le beau-frère de Pierre, un voyou et coureur de jupons notoire ("The Opera"). Anatole rend visite à Natasha dans sa loge pour flirter et lui laisse des sentiments qu'elle n'a jamais éprouvés auparavant ("Natasha & Anatole").
Anatole rentre chez lui après l'opéra et sort boire un verre avec son ami Fedya Dolokhov et Pierre. Ils sont accueillis par Hélène Bezukhova, l'épouse infidèle de Pierre et la sœur éhontément suggestive d'Anatole. Anatole convoite Natasha, bien qu'il soit déjà marié. Hélène flirte avec Dolokhov, qui se moque de Pierre en portant un toast aux {citation|femmes mariées et à leurs amants}}. Pierre, ivre, trouve le comportement de Dolokhov insultant et le provoque en duel. Pierre blesse accidentellement Dolokhov et Dolokhov, bien qu'il soit un tireur d'élite réputé, le rate miraculeusement. Avant qu'ils ne partent tous, Anatole demande à Hélène d'inviter Natasha à un bal ce soir-là et elle accepte ("The Duel"). Ils quittent Pierre, qui réfléchit à son expérience de mort imminente et réalise que malgré le fait d'avoir gâché sa vie, il souhaite vivre et trouver l'amour ("Dust and Ashes").
Le lendemain matin, alors que Natasha se prépare pour l'église, elle est confuse quant à ses sentiments pour Anatole à l'opéra et se demande si cela signifie qu'elle a trahi Andrey, craignant que quelque chose puisse les empêcher d'être ensemble ("Sunday Morning"). Plus tard dans la journée, Hélène rend visite à Natasha et l'invite au bal, louant sa beauté, et Natasha accepte d'y assister. Hélène se délecte en privé de l'idée scandaleuse de voir son frère et Natasha se réunir ("Charming").
Cette nuit-là, au bal, Natasha rencontre Anatole et ils dansent. Anatole déclare son amour à Natasha, qui essaie de lui dire qu'elle est déjà fiancée. Ignorant cela, Anatole embrasse Natasha, la conduisant à tomber amoureuse de lui en retour ("The Bal").

### Acte II
Après son duel avec Dolokhov, Pierre commence à étudier pour trouver l'illumination. Natasha est encore plus déchirée entre ses sentiments pour Andrey et Anatole ("Letters"). Sonya découvre des lettres entre Natasha et Anatole et apprend leur relation. Elle confronte Natasha et explique désespérément sa méfiance envers Anatole, mais Natasha éclate de colère contre elle et s'en va. Natasha écrit à Mary et rompt ses fiançailles avec Andrey ("Sonya & Natasha"). Seule, Sonya réfléchit à son amour pour sa cousine et à sa détermination à la sauver, même si elle doit perdre son amie la plus proche ("Sonya Alone").
Ce soir-là, Anatole et Dolokhov préparent un élopement entre Anatole et Natasha. Dolokhov tente de faire changer d'avis Anatole, mais n'y parvient pas ("Preparations"). Balaga, leur chauffeur de troïka, arrive pour les emmener chez Natasha où ils la récupéreront avant de partir ("Balaga"). Lorsqu'ils arrivent chez Natasha, des citoyens de Moscou sont là pour faire leurs adieux à Anatole et Natasha, mais sont contrariés au dernier moment par Marya ("The Abduction").
Marya gronde Natasha, qui révèle alors à Marya et Sonya qu'elle a rompu ses fiançailles avec Andrey et réaffirme son amour pour Anatole, qu'elle croit toujours célibataire. Natasha hurle sur Marya et Sonya et fond en larmes en attendant Anatole toute la nuit ("In My House"). Marya appelle Pierre au milieu de la nuit et lui explique la situation, le suppliant de gérer la crise. Pierre dit à Marya qu'Anatole est déjà marié ("A Call to Pierre"). Pierre, outré, cherche Anatole dans Moscou tandis que Marya et Sonya disent à Natasha, accablée de chagrin, qu'Anatole est déjà marié. Pierre finit par retrouver Anatole chez Hélène ("Find Anatole"). Pierre, proche de la violence, ordonne à Anatole de quitter Moscou et de brûler toute sa correspondance avec Natasha. Un Anatole terrifié accepte, mais parvient au passage à soutirer de l'argent de voyage à Pierre ("Pierre & Anatole"). Natasha tente de se suicider en s'empoisonnant avec de l'arsenic, mais survit (« Natasha Very Ill »).
Le lendemain, Andreï rentre chez lui après la guerre et est désorienté par le refus de mariage qu'il a reçu de Natasha, ce qu'il demande à Pierre. Pierre lui explique le scandale et le supplie d'être compatissant, mais Andreï est incapable de pardonner à Natasha et dit froidement à Pierre qu'il ne la demandera plus en mariage ("Pierre and Andreï"). Pierre rend visite à une Natasha brisée, la rencontre pour la première fois et la réconforte. Au cours de leur conversation, il exprime que s'il était le meilleur homme sur Terre et s'il était libre, il l'épouserait volontiers, lui donnant de l'espoir ("Pierre & Natasha"). Après leur rencontre, Pierre vit un moment d'illumination en regardant la Grande Comète de 1812 traverser le ciel nocturne ("The Great Comet of 1812").

## Musique
La musique, écrite et orchestrée par Malloy, fusionne la musique folklorique et classique russe avec des influences de rock indépendant et d'Electronic dance music. La pièce, décrite par Malloy comme un « opéra électropop », est chantée, avec une seule ligne de dialogue parlé dans la seule scène où Pierre et Natasha sont ensemble. Sur scène, presque tous les acteurs jouent des instruments de musique pour renforcer l'orchestre du spectacle. Pierre joue brièvement de l'accordéon et joue de grandes sections de la partition sur le piano de l'orchestre.
Le livret contient de nombreux passages tirés mot pour mot de la traduction du roman de Tolstoï par Aylmer et Louise Maude en 1922.

### Acte 1
1. "¨Prologue" - la troupe
2. "Pierre" - Pierre Bezukhov, la troupe
3. "Moscow"  Marya Dmitriyevna, Natasha Rostova, Sonya Rostova
4. "The Private and Intimate Life of the House" –  le prince Bolkonsky (père), la princesse Mary Bolkonskaya
5. "Natasha & Bolkonskys" – Mary, Natasha, le prince Bolkonsky (père)
6. "No One Else" – Natasha
7. "The Opera" – Marya Dmitriyevna, Sonya, Natasha, Hélène Bezukhova, Pierre, Anatole Kuragin, la troupe
8. "Natasha & Anatole" – Natasha, Anatole
9. "The Duel" – Anatole, Fedya Dolokhov, Pierre, Hélène, un serviteur, la troupe
10. "Dust and Ashes" – Pierre, la troupe
11. "Sunday Morning" – Natasha, Sonya, Marya Dmitrieyvna
12. "Charming" –  Hélène, Natasha
13. "The Ball" – Natasha, Anatole

### Acte 2
1. "Letters" – Pierre, Natasha, Mary, Anatole, Dolokhov, la troupe
2. "Sonya & Natasha" – Sonya, Natasha
3. "Sonya Alone" –  Sonya
4. "Preparations" – Pierre, Anatole, Dolokhov
5. "Balaga" –  Balaga, Anatole, Dolokhov, la troupe
6. "The Abduction" – Ensemble, Anatole, Dolokhov, Pierre, Marya Dmitriyevna.
7. "In My House" – Marya Dmitriyevna., Natasha, Sonya
8. "A Call to Pierre" – Marya Dmitriyevna, Pierre, un serviteur
9. "Find Anatole" – Pierre, Anatole, Hélène, Natasha, un serviteur, la troupe
10. "Pierre & Anatole" – Pierre, Anatole
11. "Natasha Very Ill" – Sonya
12. "Pierre & Andrey" –  Andrey Bolkonsky, Pierre
13. "Pierre & Natasha" – Pierre, Natasha
14. "The Great Comet of 1812" – Pierre, la troupe

Note : Un air pour Natasha, « Natasha Lost », a été coupé pendant la production de Broadway, mais est inclus dans l'enregistrement original de la distribution entre le numéro 8 (« Natasha & Anatole ») et le numéro 9 (« The Duel »). « Dust and Ashes » a été ajouté pour la production ART. En 2020, Malloy a sorti une chanson intitulée « Epilogue », un solo pour Pierre après la finale qui ne faisait pas partie de la comédie musicale originale,.

## Productions

### Off-Off-Broadway

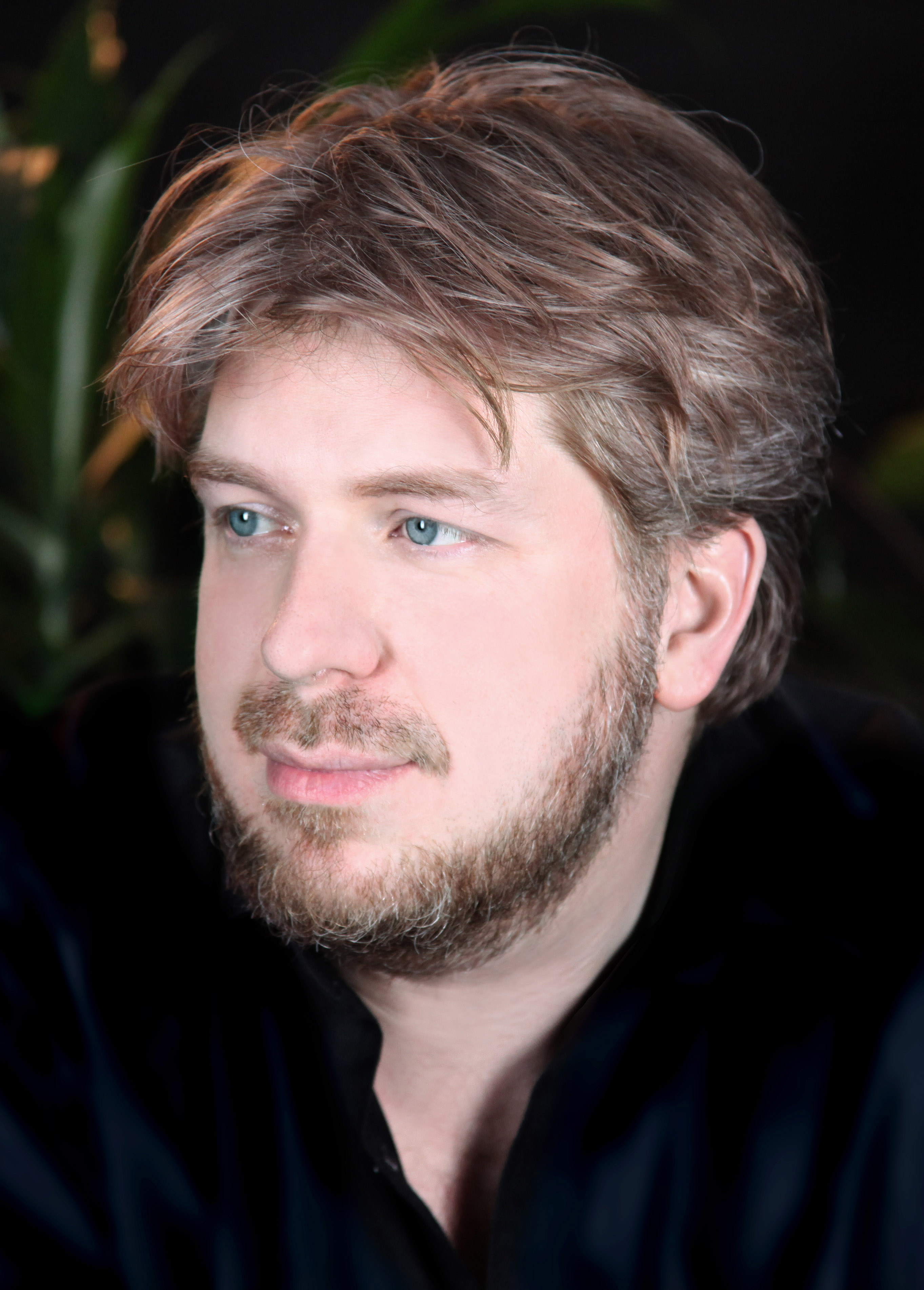
Dave Malloy en 2013

#### Ars Nova
La comédie musicale a été créée le 16 octobre 2012 à Ars Nova. Mis en scène par Rachel Chavkin, le spectacle a été mis en scène comme une production immersive, l'action se déroulant autour et parmi le public. Le décor conçu par Mimi Lien et les lumières par Bradley King ont transformé Ars Nova en un club russe. L'équipe créative a été complétée par Paloma Young en tant que costumière, Matt Hubbs en tant que concepteur sonore et Dave Malloy en tant que directeur musical. Le casting comprenait Malloy dans le rôle de Pierre, Phillipa Soo dans le rôle de Natasha, Lucas Steele dans le rôle d'Anatole, Amber Gray dans le rôle d'Hélène, Brittain Ashford dans le rôle de Sonya, Manik Choksi dans le rôle de Dolokhov, Gelsey Bell dans le rôle de Mary, Amelia Workman dans le rôle de Marya, Blake DeLong dans le rôle d'Andrey/Old Prince Bolkonsky et Paul Pinto (qui a également été directeur musical associé) dans le rôle de Balaga. Le spectacle a été la première production d' Ars Nova à être transférée à Broadway.

### Off Broadway

#### Kazino
Le 16 mai 2013, le spectacle ouvre dans le Meatpacking District à Kazino, une structure temporaire conçue comme un club russe opulent, où la production immersive a été mise en scène, toujours par la même équipe créative. Les acteurs ont repris leurs rôles, à l'exception de Choksi, désormais remplacé par Ian Lassiter (qui a temporairement repris le rôle pendant un mois après lequel Choksi est revenu), et Workman, remplacée par Grace McLean. Malloy a quitté le casting le 21 juin et a été temporairement remplacé par Luke Holloway. David Abeles a ensuite repris le rôle de Pierre le 9 juillet 2013. Le spectacle a pris fin le 1er septembre 2013.
Le spectacle débute pour une durée limitée de 14 semaines à partir du 24 septembre 2013 au Kazino et est déplacé au Theater District, avec la distribution finale de la production précédente : Bell a été remplacée par Shaina Taub (Katrina Yaukey a ensuite repris le rôle de Taub le 4 février) et Pinto a été remplacé par Ashkon Davaran. Le 10 décembre 2013, l'enregistrement de la distribution sur deux disques a été publié. Le spectacle est prolongé et a duré jusqu'au 2 mars 2014.

### Théâtre de répertoire américain (ART)
L'équipe derrière la production originale a remonté le spectacle au American Repertory Theater (ART) à Cambridge, Massachusetts, avec des représentations commençant le 6 décembre 2015 au 3 janvier 2016. Maintenant étendu à une scène à l'italienne, le décor a mis une partie du public sur scène. Scott Stangland a repris le rôle de Pierre, Denée Benton a joué le rôle de Natasha, Lilli Cooper a interprété Hélène et Nicholas Belton a joué Andrey/Old Prince Bolkonsky. Le reste de la distribution a repris ses rôles.

### Broadway
La production de Broadway au Impérial Theatre commence les avant-premières le 18 octobre 2016 et ouvre le 14 novembre 2016, avec Josh Groban dans le rôle de Pierre et Denée Benton dans le rôle de Natasha, tous deux faisant leurs débuts à Broadway. Le reste de la distribution comprenait Lucas Steele dans le rôle d'Anatole, Brittain Ashford dans le rôle de Sonya, Amber Gray dans le rôle d'Hélène, Grace McLean dans le rôle de Marya, Manik Choksi dans le rôle de Dolokhov, Gelsey Bell dans le rôle de la princesse Mary, Nicholas Belton dans le rôle d'Andrey/Old Prince Bolkonsky, Paul Pinto dans le rôle de Balaga et Scott Stangland dans le rôle de Pierre. La production avait une chorégraphie de Sam Pinkleton, des décors de Mimi Lien, des costumes de Paloma Young, des lumières de Bradley King, du son de Nicholas Pope et une direction musicale d'Or Matias,. Avec des décors similaires à ceux du remontage d'ART, la production a pris la scène à l'italienne, mais a retiré près de 200 sièges du public pour s'adapter à la conception. Encore une fois, les options de sièges sur scène, dans des banquettes ou des tables à manger, étaient disponibles. La production de Broadway a coûté environ 14 millions de dollars à mettre en scène, dont la majeure partie n'a pas été récupérée. En juillet 2017, Okieriete Onaodowan, un ancien de Hamilton, a repris le rôle de Pierre, l'auteure-compositrice-interprète Ingrid Michaelson a repris le rôle de Sonya et Courtney Bassett a repris le rôle de la princesse Mary, tous deux pour des engagements temporaires. Le 15 août, Stangland a temporairement repris le rôle de Pierre et Ashford est revenu au rôle de Sonya. Le 22 août, Bell est revenue au rôle de la princesse Mary et Dave Malloy a repris le rôle de Pierre pour le reste de la tournée à Broadway.
La production de Broadway a joué sa dernière représentation le 3 septembre 2017, après avoir été jouée 32 avant-premières et 336 représentations.

### Londres
Le 25 juin 2024, il est annoncé que The Great Comet aurait sa première au Royaume-Uni au Donmar Warehouse de Londres du 9 décembre 2024 au 8 février 2025. Le spectacle a été mis en scène par Timothy Sheader et chorégraphié par Ellen Kane. Sheader a déclaré que cette production ramènerait le spectacle à ses racines Ars Nova, avec un casting de 12 et un groupe de 10 (par opposition à l'édition Broadway, qui avait un casting de 33). Le 17 octobre, le casting a été annoncé avec Jamie Muscato, Declan Bennett et Chumisa Dornford-May dans les rôles d'Anatole, Pierre et Natasha, respectivement. On retrouve également au casting Cédric Neal dans le rôle de Balaga, Daniel Krikler dans celui de Dolokhov, Eugene McCoy dans celui du prince Bolkonsky/Andrey, Annette McLaughlin dans celui de Marya, Maimuna Memon dans celui de Sonya, Cat Simmons dans celui d'Hélène et Chloe Saracco dans celui de la princesse Mary.
La production a été officiellement inaugurée le 16 décembre.

## Récompenses et nominations

### Production originale Off-Broadway
Sources: TheaterMania Internet Off-Broadway DatabaseVillage Voice
| Année | Récompense                   | Catégorie                                                    | Nommé(e)                                                     | Résultat   |
| ----- | ---------------------------- | ------------------------------------------------------------ | ------------------------------------------------------------ | ---------- |
| 2013  | Obie Award                   | Special Citations                                            | Dave Malloy & Rachel Chavkin                                 | Lauréat    |
| 2013  | Drama League Award           | Distinguished Performance Award                              | Phillipa Soo                                                 | Nomination |
| 2013  | Drama League Award           | Outstanding Production of a Broadway or Off-Broadway Musical | Outstanding Production of a Broadway or Off-Broadway Musical | Nomination |
| 2013  | Drama Desk Award             | Outstanding Musical                                          | Outstanding Musical                                          | Nomination |
| 2013  | Drama Desk Award             | Outstanding Music                                            | Dave Malloy                                                  | Nomination |
| 2013  | Drama Desk Award             | Outstanding Lyrics                                           | Dave Malloy                                                  | Nomination |
| 2013  | Drama Desk Award             | Outstanding Director of a Musical                            | Rachel Chavkin                                               | Nomination |
| 2013  | Drama Desk Award             | Outstanding Costume Design                                   | Paloma Young                                                 | Nomination |
| 2013  | Off-Broadway Alliance Awards | Best New Musical                                             | Best New Musical                                             | Lauréat    |
| 2014  | Lucille Lortel Award         | Outstanding Musical                                          | Outstanding Musical                                          | Nomination |
| 2014  | Lucille Lortel Award         | Outstanding Director                                         | Rachel Chavkin                                               | Nomination |
| 2014  | Lucille Lortel Award         | Outstanding Lead Actress in a Musical                        | Phillipa Soo                                                 | Nomination |
| 2014  | Lucille Lortel Award         | Outstanding Featured Actor in a Musical                      | Lucas Steele                                                 | Lauréat    |
| 2014  | Lucille Lortel Award         | Outstanding Featured Actor in a Musical                      | Blake DeLong                                                 | Nomination |
| 2014  | Lucille Lortel Award         | Outstanding Featured Actress in a Musical                    | Brittain Ashford                                             | Nomination |
| 2014  | Lucille Lortel Award         | Outstanding Featured Actress in a Musical                    | Shaina Taub                                                  | Nomination |
| 2014  | Lucille Lortel Award         | Outstanding Scenic Design                                    | Mimi Lien                                                    | Lauréat    |
| 2014  | Lucille Lortel Award         | Outstanding Costume Design                                   | Paloma Young                                                 | Lauréat    |
| 2014  | Lucille Lortel Award         | Outstanding Lighting Design                                  | Bradley King                                                 | Nomination |
| 2014  | Lucille Lortel Award         | Outstanding Sound Design                                     | Matt Hubbs                                                   | Nomination |

### Production originale Cambridge
| Année | Récompense           | Catégorie                                         | Nommé(e)                                          | Résultat   |
| ----- | -------------------- | ------------------------------------------------- | ------------------------------------------------- | ---------- |
| 2016  | Elliot Norton Award, | Outstanding Musical Production by a Large Theatre | Outstanding Musical Production by a Large Theatre | Lauréat    |
| 2016  | Elliot Norton Award, | Outstanding Design, Large Theatre                 | Outstanding Design, Large Theatre                 | Lauréat    |
| 2016  | Elliot Norton Award, | Outstanding Director, Large Theatre               | Rachel Chavkin                                    | Lauréat    |
| 2016  | Elliot Norton Award, | Outstanding Performance by an Actor               | Lucas Steele                                      | Nomination |
| 2016  | Elliot Norton Award, | Outstanding Performance by an Actor               | Scott Stangland                                   | Lauréat    |
| 2016  | Elliot Norton Award, | Outstanding Performance by an Actress             | Denée Benton                                      | Nomination |
| 2016  | Elliot Norton Award, | Outstanding Ensemble, Large Theatre               | Outstanding Ensemble, Large Theatre               | Nomination |
| 2016  | IRNE Awards          | Outstanding New Play                              | Outstanding New Play                              | Lauréat    |
| 2016  | IRNE Awards          | Best Set Design                                   | Mimi Lien                                         | Lauréat    |
| 2016  | IRNE Awards          | Best Costume Design                               | Paloma Young                                      | Lauréat    |
| 2016  | IRNE Awards          | Best Lighting Design                              | Bradley King                                      | Lauréat    |
| 2016  | IRNE Awards          | Best Sound Design                                 | Matt Hubbs                                        | Lauréat    |
| 2016  | IRNE Awards          | Best Actor in a Musical                           | Scott Stangland                                   | Lauréat    |
| 2016  | IRNE Awards          | Best Actress in a Musical                         | Denée Benton                                      | Nomination |
| 2016  | IRNE Awards          | Best Supporting Actress in a Musical              | Brittain Ashford                                  | Nomination |
| 2016  | IRNE Awards          | Best Supporting Actor in a Musical                | Lucas Steele                                      | Nomination |
| 2016  | IRNE Awards          | Best Director of a Musical                        | Rachel Chavkin                                    | Lauréat    |
| 2016  | IRNE Awards          | Best Musical                                      | Best Musical                                      | Lauréat    |

### Production originale Broadway
| Année | Récompense                                      | Catégorie                                                    | Nommé(e) | Résultat   |
| ----- | ----------------------------------------------- | ------------------------------------------------------------ | --- | ---------- |
| 2017  | Tony Awards                                     | Best Musical                                                 | Best Musical | Nomination |
| 2017  | Tony Awards                                     | Best Book of a Musical                                       | Dave Malloy | Nomination |
| 2017  | Tony Awards                                     | Best Original Score                                          | Dave Malloy | Nomination |
| 2017  | Tony Awards                                     | Best Orchestrations                                          | Dave Malloy | Nomination |
| 2017  | Tony Awards                                     | Best Actor in a Musical                                      | Josh Groban | Nomination |
| 2017  | Tony Awards                                     | Best Actress in a Musical                                    | Denée Benton | Nomination |
| 2017  | Tony Awards                                     | Best Featured Actor in a Musical                             | Lucas Steele | Nomination |
| 2017  | Tony Awards                                     | Best Scenic Design in a Musical                              | Mimi Lien | Lauréat    |
| 2017  | Tony Awards                                     | Best Costume Design in a Musical                             | Paloma Young | Nomination |
| 2017  | Tony Awards                                     | Best Lighting Design in a Musical                            | Bradley King | Lauréat    |
| 2017  | Tony Awards                                     | Best Direction of a Musical                                  | Rachel Chavkin | Nomination |
| 2017  | Tony Awards                                     | Best Choreography                                            | Sam Pinkleton | Nomination |
| 2017  | Drama Desk Awards                               | Outstanding Director of a Musical                            | Rachel Chavkin | Lauréat    |
| 2017  | Drama Desk Awards                               | Outstanding Set Design                                       | Mimi Lien | Lauréat    |
| 2017  | Drama Desk Awards                               | Outstanding Lighting Design for a Musical                    | Bradley King | Lauréat    |
| 2017  | Drama Desk Awards                               | Outstanding Sound Design in a Musical                        | Nicholas Pope | Lauréat    |
| 2017  | Drama League Award                              | Outstanding Production of a Broadway or Off-Broadway Musical | Outstanding Production of a Broadway or Off-Broadway Musical | Nomination |
| 2017  | Drama League Award                              | Distinguished Performance Award                              | Denée Benton | Nomination |
| 2017  | Drama League Award                              | Distinguished Performance Award                              | Josh Groban | Nomination |
| 2017  | Outer Critics Circle Award,                     | Outstanding Set Design                                       | Mimi Lien | Lauréat    |
| 2017  | Outer Critics Circle Award,                     | Outstanding Lighting Design                                  | Bradley King | Lauréat    |
| 2017  | Outer Critics Circle Award,                     | Outstanding Sound Design                                     | Nicholas Pope | Nomination |
| 2017  | Theatre World Award                             | Theatre World Award                                          | Denée Benton | Lauréat    |
| 2017  | Theatre World Award                             | Theatre World Award                                          | Josh Groban | Lauréat    |
| 2017  | Theatre World Award                             | Theatre World Award                                          | Amber Gray | Lauréat    |
| 2017  | Theatre World Award                             | Theatre World Award                                          | Dave Malloy | Lauréat    |
| 2017  | Chita Rivera Awards for Dance and Choreography, | Outstanding Ensemble in a Broadway Show                      | Outstanding Ensemble in a Broadway Show | Lauréat    |
| 2017  | ACCA Award for Outstanding Broadway Chorus      | ACCA Award for Outstanding Broadway Chorus                   | Sumayya Ali, Courtney Bassett, Josh Canfield, Kennedy Caughell, Ken Clark, Erica Dorfler, Lulu Fall, Ashley Pérez Flanagan, Paloma Garcia-Lee, Nick Gaswirth, Alex Gibson, Billy Joe Kiessling, Mary Spencer Knapp, Blaine Alden Krauss, Reed Luplau, Brandt Martinez, Andrew Mayer, Mary Page Nance, Shoba Narayan, Azudi Onyejekwe, Pearl Rhein, Celia Mei Rubin, Heath Saunders, Ani Taj, Cathryn Wake, Katrina Yaukey et Lauren Zakrin | Lauréat    |
| 2017  | Extraordinary Excellence in Diversity           | Extraordinary Excellence in Diversity                        | Extraordinary Excellence in Diversity | Lauréat    |
| 2017  | Smithsonian Ingenuity Award                     | History Award                                                | Dave Malloy & Rachel Chavkin | Lauréat    |